# Unión para la Democracia y el Progreso Social (Burkina Faso)
La Unión para la Democracia y el Progreso Social es una organización política de Burkina Faso, parte de la oposición al régimen de Blaise Compaoré. En las elecciones de presidenciales de 2010 apoyaron la candidatura presidencial de Hama Arba Diallo.
En las elecciones legislativas de 2007 lograron 1 escaño parlamentario.
Para el año 2010 apoyaron la candidatura opositora de Hama Arba Diallo, con quien se logró un segundo lugar con un 8,21%.